# Osiky
Osiky (in tedesco Ossik) è un comune della Repubblica Ceca facente parte del distretto di Brno-venkov, in Moravia Meridionale.